# 法國的馬拉加什人
法國的馬拉加什人，是指在法國生活和工作的馬達加斯加移民，人口大約150000人。

## 歷史
第一批馬拉加什人移民是加入法國軍隊的士兵。1947年後有一些馬拉加什民族主義學生來到法國讀書，第二波移民開始於1975年，原因是國內政治不穩定，第三波移民開始於90年代，他們多是經濟移民。